# Albert Homonnai Márton
Albert Homonnai Márton (Kilyénfalva, 1948. július 8. –) erdélyi magyar politikus, építész.

## Életpályája
1967–1970 között Marosvásárhelyi Műépítészeti Egyetem hallgatója volt. 1990 óta a Contur Kft. társtulajdonosa. 1994–1996 között a Budapesti Műszaki Egyetemen műemlékvédelmi és építészmérnöki diplomát szerzett.
Tervezőként dolgozott Sepsiszentgyörgyön és Csíkszeredán. Számos tervezési és építészeti projektet készített. A csíkszeredai Szent Ágoston templomának tervezője, amelyet 2009-ben szenteltek fel.

## Művei
- Épített örökség és modernizáció (2009)
- Énlaka épített öröksége (2016)

## Fordítás
- Ez a szócikk részben vagy egészben  a   Márton Albert Homonnai című eszperantó Wikipédia-szócikk ezen változatának fordításán alapul.  Az eredeti cikk szerkesztőit annak laptörténete sorolja fel. Ez a jelzés csupán a megfogalmazás eredetét és a szerzői jogokat jelzi, nem szolgál a cikkben szereplő információk forrásmegjelöléseként.